# N2 (België)
De N2 is een gewestweg in België die loopt van Brussel naar Leuven, Diest, Hasselt, Bilzen en de grens met Nederland nabij Maastricht. Het is een van de grote gewestwegen die Brussel met de grenzen van België verbinden. Deze negen wegen (N1 tot en met N9) lopen in stervorm en zijn genummerd in wijzerzin:
de N1 passeert Antwerpen; de N2 Hasselt; de N3 Luik (bemerk dat de N2 en de N3 als enige terug samenkomen, namelijk in Leuven); de N4 Namen; de N5 Charleroi; de N6 Bergen; de N7 Doornik (bemerk dat de N7 wel begint in Brussel maar pas in Halle vanaf de N6 formeel wordt bewegwijzerd, het traject loopt langs Ukkel, Linkebeek en Beersel); de N8 Kortrijk en de N9 Brugge.

## Traject
De N2 is ongeveer 101 km lang inclusief de ringwegen rond Leuven, Diest, Herk-de-Stad, Hasselt, en Bilzen. Ze loopt vanuit de kleine ring rond Brussel naar het oosten. In Veldwezelt gaat ze Nederland binnen in Maastricht als een gemeenteweg zonder wegnummer. Een sneller alternatief voor de N2 is de A2/E314 en de A3/E40 van Brussel tot Leuven.

## Geschiedenis
Op sommige plaatsen is de N2 gebouwd op resten van Romeinse wegen. Het deel tussen Brussel en Leuven werd aangelegd tussen 1704 en 1718 door de Franse bezetter. Later in de achttiende eeuw, werd de steenweg verlengd tot Diest onder de Oostenrijkers.

## Plaatsen langs de N2
- Brussel
- Sint-Stevens-Woluwe
- Zaventem
- Nossegem
- Kortenberg
- Erps-Kwerps
- Veltem-Beisem
- Winksele
- Leuven
- Kessel-Lo
- Linden
- Lubbeek
- Sint-Joris-Winge
- Tielt
- Bekkevoort
- Assent
- Diest
- Webbekom
- Zelk
- Halen
- Donk
- Herk-de-Stad
- Schulen
- Berbroek
- Spalbeek
- Kermt
- Kuringen
- Hasselt
- Diepenbeek
- Beverst
- Bilzen
- Waltwilder
- Mopertingen
- Veldwezelt

## Aftakkingen

### N2a
De N2a is een korte gewestweg in Sint-Joost-ten-Node. De lengte van de weg bedraagt 250 meter. De route verloopt via de Scailquin-Straat.

### N2b
De N2b is een onderdeel van de N2 in de stad Leuven. De 750 meter lange route vormt de verbinding tussen de rotonde met de R23 aan de oostkant van Leuven en de N292. De weg gaat onder de treinsporen door nabij het treinstation Leuven.

### N2c
De N2c is een verbindingsroute door de plaats Halen. De 1,9 kilometer lange route vormt de oude route van de N2 door de plaats heen. De N2 zelf gaat om Halen heen. De route gaat via de Diestersteenweg, Generaal de Wittestraat, Nederstraat en Zwarte Duivelsstraat.

### N2d
De N2d is een verbindingsroute door de plaats Herk-de-Stad. De 1,9 kilometer lange route gaat over de Diestsesteenweg, Diestsestraat, Hasseltsestraat en Hasseltsesteenweg. Dit was de oude route van de N2, die tegenwoordig om Herk-de-Stad heen gaat.
Een deel van de route is ingericht als eenrichtingsverkeersweg en alleen van west naar oost te berijden. Om de andere kant op te kunnen gaan kan er gebruikgemaakt worden van de Guldensporenlaan.

### N2e
De N2e is een 1 kilometer lange verbindingsweg door Kuringen heen. De route die over de Grote Baan verloopt was de oude route van N2 door Kuringen heen. De N2 is zelf tegenwoordig om Kuringen heen aangelegd.

### N2f
De N2f is een aftakking van de N2 in de stad Hasselt. De N2f takt van de N2 af bij de oostelijke kruising met de R71 en verloopt verder via de Maastrichtersteenweg naar de spoorlijn toe. Door de spoordijk is de N2f hier niet meer verbonden met de N2. De route heeft een lengte van ongeveer 1,1 kilometer.

### N2g
De N2g is een aftakkingsweg van de N2 in Leuven. De route begint op de rotonde met de Ridderstraat en gaat via de Brusselsestraat naar de R23 en N2 toe. De weg heeft een lengte van ongeveer 600 meter.